# Itapemirim
Itapemirim es un municipio brasileño del estado de Espírito Santo. Su población estimada en 2014 era de 33.952 habitantes. Se divide en 5 distritos, a saber, Itapemirim (sede), Itapecoá, Río Muqui, Piabanha e Itaipava, distrito que concentra el mayor contingente urbano del municipio con 20,5 mil habitantes.

## Economía
La economía local gira alrededor de la caña de azúcar, la leche y la pesca. Itapemirim posee una de las mayores empresas de exportación de Brasil, situada en el distrito de Itaipava, Atum do Brasil posee una compleja estructura para recepción y envío de pescados, beneficiando a más de 2000 familias que sobreviven de la pesca, y también, la usina Paineiras, Situada en el Barrio de Paineiras, mueve la economía local con el beneficiamiento de la caña de azúcar.